# Tabliczka z Agnone

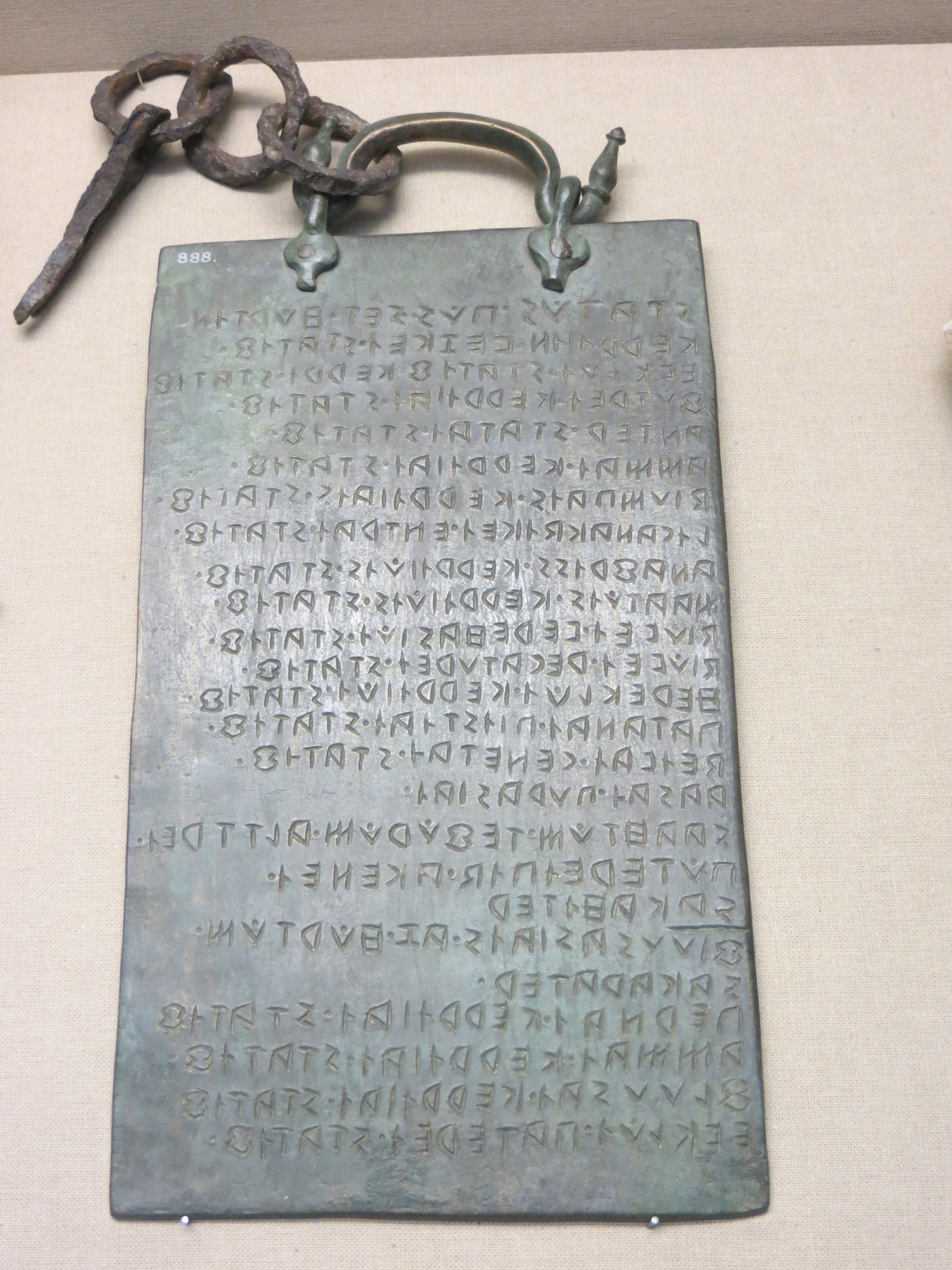
Tabliczka z Agnone, strona A

Tabliczka z Agnone – starożytna brązowa tabliczka odnaleziona w 1848 roku w ruinach sanktuarium w Agnone we włoskim regionie Molise, zawierająca inskrypcję w języku oskijskim.
Prostokątna tabliczka ma wymiary 27,94 na 16,51 cm i waży 2332 gramy. Posiada uchwyt z żelaznym łańcuszkiem. Zabytek datowany jest najczęściej na ok. 250 rok p.n.e., choć zdaniem niektórych badaczy jest znacznie młodszy. W 1873 roku tabliczka została zakupiona przez Muzeum Brytyjskie, w którego zbiorach znajduje się do dziś.
Na obydwu stronach tabliczki wyryty jest tekst z opisem drogi procesyjnej, którą przebywano w trakcie ceremonii między ołtarzami poszczególnych bóstw. Poszczególne jej stacje wyliczone są na stronie A i powtórzone w skrócie na stronie B. Inskrypcja głosi:
STRONA A
statús . pús . set . húrtín . kerríiín . vezkeí . statíf . evklúí . statíf . kerrí . statíf . futreí . kerríiaí . statíf . anter . stataí . statíf . ammaí . kerríiaí . statíf . diumpaís . kerríiaís . statíf . liganakdíkei . entraí . statíf . anafríss . kerríiúís . statíf . maatúís . kerríiúís . statíf . diúveí verehasiúí . statíf . diúveí . regatureí . statíf . hereklúí . kerríiúí . statíf . patanaí . piístíaí . statíf . deívaí . genetaí . statíf . aasaí . purasiaí . saahtúm . tefúrúm . alttreí . pútereípíd . akeneí . saka(ra)híter . fiuusasiaís . az . húrtúm . sakarater . pernaí . kerríiaí . statíf . ammaí . kerríiaí . statíf . fluusaí . kerríiaí . statíf . evklúí . patereí . statíf
Stałe rytualne miejsca znajdujące się w okręgu Ceres; Stacja Vensicus; Stacja Euclus; Stacja Ceres; Stacja Córki Ceres; Stacja Interstita; Stacja Amma; Stacja Nimf Ceres; Stacja Liganacdix Interna; Stacja deszczów Ceres; Stacja Matis Ceres; Stacja Jowisza Juvenalis; Stacja Jowisza Rector lub Jowisza Irrigator; Stacja Herkulesa Ceres; Stacja Patana Pistis; Stacja bogini Genita; Na Ołtarzu Ognia całopalna ofiara ma być złożona każdego innego roku; W okręgu ma być złożona ofiara Florze; Przystanek dla Perna Ceres; Przystanek dla Amma Ceres; Przystanek dla Flory Ceres; Przystanek dla Euclusa Ojca.
STRONA B
aasas . ekask . eestínt . húrtúí . vezkeí . evklúí . fuutreí . anter . stataí . kerrí . ammaí . diumpaís . liganakdíkeí . entraí . kerríiaí . anafríss . maatúís . diúveí . verehasiú . diúveí . piíhiúí . regatureí . hereklúí . kerriiúí . patanaí . piístíaí . deívaí . genetaí . assaí . purasiaí . saahtúm . tefúrúm . alttreí . pútereípid . akeneí . húrz . dekmanniúís . staít
Te ołtarze znajdują się w okręgu; Dla Vensicusa; dla Euclusa; dla Córki; dla Interstita; dla Ceres; dla Amma; dla Nimf; dla Liganacdica Interna Ceres; dla Deszczów; dla Matis; dla Jowisza Juvenalis; dla Jowisza Pius Rector; dla Herkulesa Ceres; dla Patina Pistia; dla boskiej Genita; Przy Ołtarzu Ognia; całopalna ofiara; każdego innego roku; Okrąg jest we władaniu Decimani.